# Onze-Lieve-Vrouw van Bijstandkerk (Lozer)

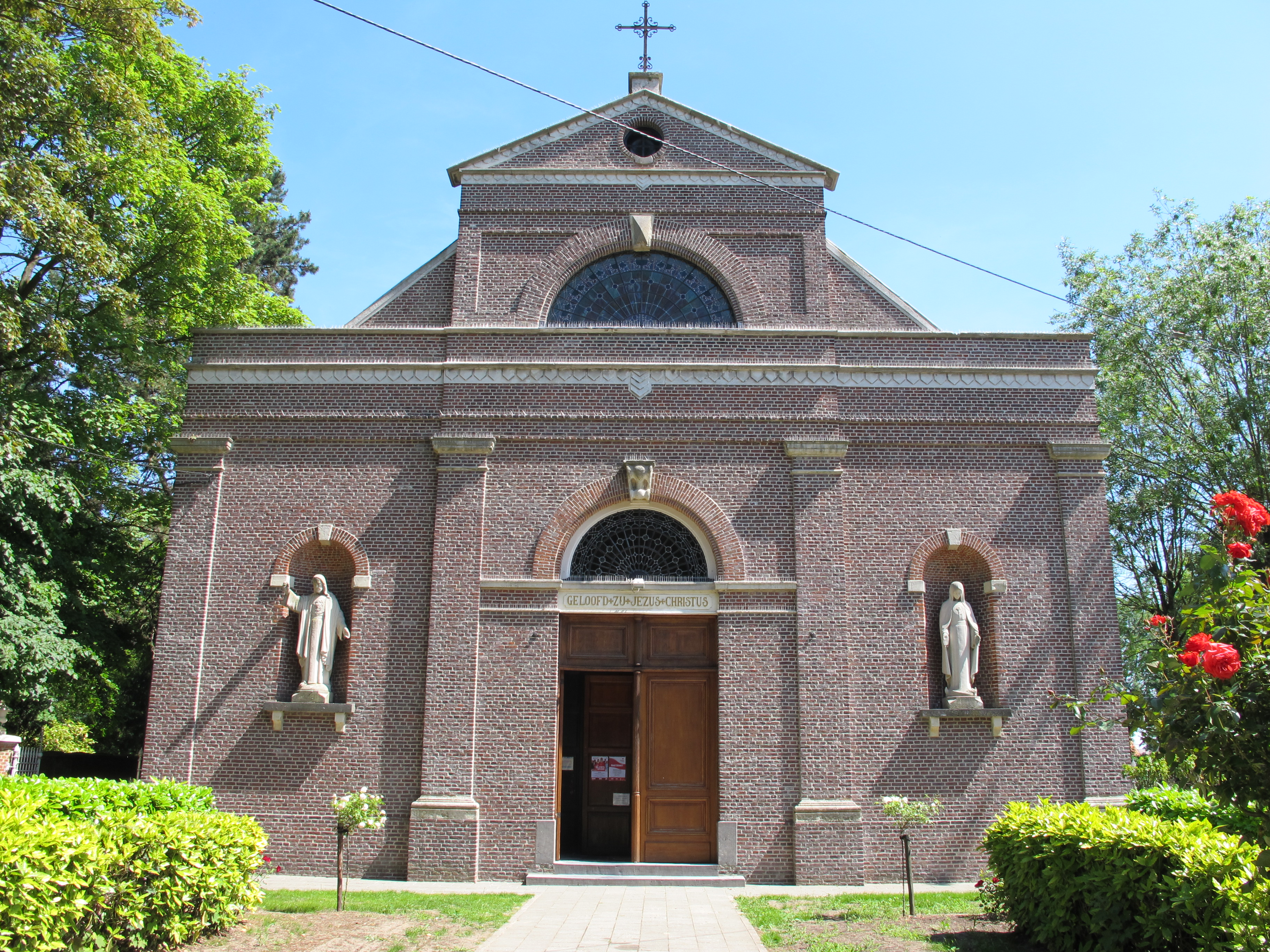
Onze-Lieve-Vrouw van Bijstandkerk

De Onze-Lieve-Vrouw van Bijstandkerk is de parochiekerk van de tot de Oost-Vlaamse gemeente Kruisem behorende plaats Lozer, gelegen aan Lozerstraat 16A.

## Geschiedenis
De kerk werd gebouwd in 1844 in opdracht van de familie Della Faille d'Huysse, naar ontwerp van Louis Minard. De kerk werd bediend vanuit Huise. In 1853 werd hij verheven tot proosdij, in 1854 tot succursaal en in 1856 werd Lozer een zelfstandige parochie. Omstreeks 1860 werd achter het koor een toren gebouwd.

## Gebouw
Het betreft een niet-georiënteerde, bakstenen pseudo-hallenkerk, waarvan de drie beuken onder één zadeldak zijn. Aan de noordzijde, waar zich het koor bevindt, werd een vierkante toren gebouwd met ingesnoerde naaldspits. De voorgevel is in de stijl van het neoclassicisme, met frontons en dergelijke. Ook het interieur is neoclassicistisch en het kerkmeubilair is uit de tijd van de bouw en later. Het orgel is echter 18e-eeuws, daar het in 1858 werd aangekocht van de kerk te Sint-Baafs-Vijve.